# Hans Reutercrona
Hans Gerhard Reutercrona, född 5 november 1893 i Karlskrona, Blekinge län, död 23 juni 1945 i Djursholm, Danderyds församling, Stockholms län, var en svensk lingvist och lexikograf.
Hans Reutercrona var son till direktören vid tvångsarbetsanstalten på Svartsjö Carl Gerhard Reutercrona. Efter studentexamen i Stockholm 1912 studerade han vid Uppsala universitet, där han 1915 blev filosofie kandidat, 1919 filosofie licentiat och efter disputation 1920 filosofie doktor 1921. Han var docent i tyska språket vid Uppsala universitet 1920–1924 och vid Stockholms högskola 1930–1945, och uppehöll även tidvis professuren i tyska vid Stockholms högskola. Reutercrona var 1921–1928 anställd vid P. A. Norstedt & Söners förlag och från 1928 chef för lexikon och korrekturavdelningarna vid Svenska bokförlaget. Reutercrona, som i sin doktorsavhandling behandlade svarabhakti i forntyskan, utgav 1921 i Uppsala universitets årsskrift De fornhögtyska Hildegardglossorna och deras 'lingua ignota'. Från sitt inträde i Norstedts förlag ägnade han sig så gott som helt åt lexikografi och blev sin generations främste specialist på detta område. Han tjänstgjorde som sakkunnig granskare vid utgivandet av de flesta större språklexika, anlitades av Svenska akademien vid redigeringen av dess ordlista och biträdde Tekniska nomenklaturcentralen vid utarbetandet av dess ord- och förkortningslistor. Bland hans lexikaliska arbeten märks Svensk-tysk ordbok (skolupplaga, tillsammans med Otto Hoppe, 1927), Tysk-svensk ordbok (tillsammans med Carl Auerbach och John Holmberg, 1932), och Svensk-tysk ordbok (tillsammans med hustrun Grete Reutercrona, 1940). Reutercrona var även verksam som översättare, särskilt från nederländska. Han är begravd på Djursholms begravningsplats.